# Jonathan Ezequiel Rodríguez
Jonathan Rodríguez, vollständiger Name Jonathan Ezequiel Rodríguez García, (* 26. März 1993 in Montevideo) ist ein uruguayischer Fußballspieler.

## Karriere
Der nach Angaben seines Vereins 1,80 Meter große Mittelfeldakteur Leites ging aus der Jugendabteilung des Club Atlético Peñarol hervor. Seit 2011 spielt er für den Club Atlético Cerro. Dort debütierte er am 20. April 2013 in der Begegnung mit dem Danubio FC in der Primera División. Er stand in der Startelf und steuerte ein Tor zum 3:1-Sieg bei. Insgesamt absolvierte er in der Spielzeit 2012/13 fünf Erstligapartien (ein Tor). In der Saison 2013/14 wurde er zwölfmal (kein Tor) in der höchsten uruguayischen Spielklasse eingesetzt. In der Spielzeit 2014/15 bestritt er acht Erstligaspiele (kein Tor) für Cerro und wechselte sodann im Februar 2015 auf Leihbasis zu den Montevideo Wanderers. In der Clausura 2015 lief er in drei weiteren Partien (kein Tor) der Primera División sowie viermal (kein Tor) in der Copa Libertadores 2015 auf. Es folgte ein weiterer, persönlich torloser Erstligaeinsatz in der Spielzeit 2015/16.